# Meseta Volcánica de la Isla Norte
Meseta Volcánica de la Isla Norte (en inglés: North Island Volcanic Plateau; a menudo llamada la Meseta Central y en ocasiones la Meseta Waimarino) es una meseta volcánica que cubre gran parte del centro de la Isla Norte de Nueva Zelanda incluye volcanes, mesetas de lava y algunos lagos de cráter.
La meseta tiene unos 100 km de este a oeste y una distancia de norte a sur que alcanza los 130 km. Toda la zona está por encima de 300 metros, con una proporción considerable a más de 800 metros sobre el nivel del mar. La meseta tiene un clima templado, aunque la temperatura regularmente cae por debajo de cero en invierno y la nieve puede caer entre marzo y octubre. El período máximo de nieve es entre julio y septiembre.

## Geología
El monte más alto, el Ruapehu, es un cono de andesita que en su día fue el doble de alto, pero que ha sido erosionado. Todos los conos son estratovolcanes compuestos formados por capas de lava y tefra. Se encuentran en la categoría intermedia, lo que significa que tienen una cantidad moderada de sílice en el magma. El porcentaje de sílice es el factor decisivo en el espesor o la viscosidad de la lava. Esto contrasta con la ignimbrita, que es un material rico en gas expulsado del suelo a gran velocidad formando una gigantesca fuente blanca y caliente de 55 kilómetros de altura. 
Cuando la ignimbrita cae, fluye hacia el exterior a gran velocidad (600-900 km/h) y puede recorrer muchos kilómetros, incluso subir y superar colinas y montañas antes de enfriarse, atrapando el aire en su interior. Especialmente alrededor del lago Taupo, la ignimbrita erosionada incluye trozos de piedra pómez, una roca ligera que flota en el agua. La capa superior, no soldada, de la hoja de ignimbrita es relativamente blanda y fácilmente erosionable por los arroyos y ríos, que transportan la piedra pómez al lago. Las capas inferiores, soldadas, de las láminas de ignimbrita son más densas, aunque siguen siendo porosas. Estas capas inferiores comprimidas muestran a menudo el brillo de motas de silicio calentadas. Esta piedra, llamada piedra de Hinuera (por la cantera de origen), se utiliza para el revestimiento de edificios.
La llanura anular que rodea a los volcanes centrales está formada por numerosos lahares o flujos de lodo que se producen cuando el agua del lago del cráter es expulsada del Ruapehu o la nieve se derrite, durante una erupción. El agua baja por la montaña, recogiendo ceniza, lapilli, bloques y bombas, así como roca previamente erosionada, formando un lodo espeso y denso que es capaz de recoger rocas del tamaño de un coche. Un antiguo flujo de lahar es visible desde la carretera de acceso al campo de esquí de Whakapapa. En diciembre de 1953, un lahar repentino y nocturno en el monte Ruapehu derribó el puente ferroviario de Tangiwai, provocando que seis vagones del expreso Wellington-Auckland se precipitaran al río Whangaehu, matando a 151 personas.
La última gran erupción en la zona fue la de Hatepe, del complejo volcánico del lago Taupo, hace 1.800 años, que expulsó lava y, sobre todo, tefra arrastrada por el viento en una amplia zona del norte y noreste de la Isla Norte. Se expulsaron unos 30 km³ de material en el espacio de unos minutos, en el mayor evento volcánico del mundo en los últimos 5.000 años.
Toda la zona está por encima de los 300 metros, y una parte considerable supera los 800 metros sobre el nivel del mar. La meseta tiene un clima suave, aunque la temperatura desciende regularmente por debajo de los cero grados en invierno y puede nevar entre marzo y octubre. De todas las regiones de la Isla Norte, la Meseta Volcánica es la que más se acerca a tener un clima continental. El periodo de máxima nieve es de julio a septiembre. En invierno pueden producirse ventiscas repentinas en los volcanes. Estas ventiscas han provocado la muerte de escaladores ya en la década de los 80. La carretera del desierto en la autopista estatal 1 suele estar cerrada por la nieve en invierno durante breves periodos.